# 復仇者級護航航空母艦
復仇者級護航航母是一類護航航母，由二战期間英國皇家海軍服役的三艘艦艇和美國海軍的一艘該級艦艇組成，稱為1942年級護衛艦的衝鋒型。這三艘原本是美國 C3 型商船，正在賓夕法尼亞州切斯特的太陽造船和乾船塢公司建造。1939年和1940年建造的艦艇根據租借協議於1942年下水並交付給英國皇家海軍。
這些船共有 555 名船員，總長度為492.25英尺（150.04），船宽為66.25英尺（20.19），高度為23.25英尺（7.09米）。它們在正常負載下的排水量為8,200 long ton（8,300 t），在深負載下為9,000 long ton（9,100 t）。推進力由連接到一根軸的四台柴油發動機提供，可提供8,500匹制動馬力（6,300千瓦特）制動馬力 ，可以以16.5節（30.6每小時；19.0英里每小時）的速度推進船舶。
飛機設施包括位於右舷侧和410英尺（120）長的木質飛行甲板，一架飞机升力机43乘34英尺（13乘10） 、一个飞机弹射器和九根阻拦索。飞机可容纳在190乘47英尺（58乘14）飞行甲板下方的半机库。武器装备包括三门单装4英寸两用高射炮和十五门20 单座或双座毫米火炮。它們可容納 15 架飛機，通常是F4F戰鬥機或霍克海飓风战斗机和剑鱼式鱼雷轰炸机或TBF復仇者式轟炸機反潛飛機的混合搭配。該級的三艘艦艇分別是“復仇者號”、“欺騙者號”和“衝擊者號”。第四艘船“襲擊者號”是同時建造的，採用相同的設計，但在美國海軍服役。

## 服务历史

### 英國皇家海軍“欺騙者號”

#### 法國服役時期
1945年4月9日，欺騙者號返回美國海軍。該艦經過改裝後被借給法國海軍，並更名為“迪克斯穆德號”。配備道格拉斯SBD無畏式俯衝轟炸機的3FB艦隊於 1945年至1949年間在法屬印度支那的幾次戰役中服役。1951年1月24日，該艦從美國海軍登記冊中除名，並在1951年至1953年的下一次改裝期間解除武裝。此後，該艦成為一艘宿舍船，直到 1965 年返回美國海軍，並於1966年6月16日在第六艦隊演習“深海六號演習”中將她作為靶船擊沉。